# Diabrotica trifurcata
Diabrotica trifurcata is een keversoort uit de familie bladkevers (Chrysomelidae). De wetenschappelijke naam van de soort werd in 1887 gepubliceerd door Martin Jacoby.

## Synoniemen
- Diabrotica linensis Bechyne, 1956[2]